# Płaty Béziera
Płaty Béziera – powierzchnie parametryczne stosowane w modelowaniu geometrycznym, uogólnienie krzywych Béziera.

## Prostokątne płaty powierzchni Béziera
Prostokątne płaty powierzchni Béziera (rzadziej płaty tensorowe) są funkcjami dwóch zmiennych {\displaystyle u,v} odwzorowującymi kwadrat jednostkowy w przestrzeń k-wymiarową (3, 4, rzadziej więcej wymiarów):
{\displaystyle [0,1]\times [0,1]\to \mathbb {R} ^{k}.}
Płat jest stopnia {\displaystyle n} względem parametru {\displaystyle u} i stopnia {\displaystyle m} względem parametru {\displaystyle v.}
Kształt powierzchni, podobnie jak w przypadku krzywych Béziera, kontroluje się za pomocą punktów kontrolnych; aby opisać płat stopnia {\displaystyle (n,m)} potrzebne jest {\displaystyle (n+1)\cdot (m+1)} punktów kontrolnych dla wygody zapisanych w tablicy dwuwymiarowej – {\displaystyle p_{ij}} to punkt w {\displaystyle i}-tym wierszu i {\displaystyle j}-tej kolumnie tej tablicy.
Analogicznie do łamanej kontrolnej krzywej, dla płatów używa się określenia siatki kontrolnej, którą jest zbiór linii łączących sąsiednie punkty kontrolne (sąsiednie, czyli {\displaystyle p_{ij}} – {\displaystyle p_{i(j+1)},} albo {\displaystyle p_{ij}} – {\displaystyle p_{(i+1)j}}).
Łamana, której wierzchołkami są punkty kontrolne o stałym indeksie {\displaystyle i} nazywana jest wierszem, o stałym indeksie {\displaystyle j} – kolumną.

Płat Beziera

Dowolny punkt na powierzchni oblicza się zgodnie ze wzorem:
{\displaystyle p(u,v)=\sum _{i=0}^{n}\sum _{j=0}^{m}p_{ij}B_{i}^{n}(u)B_{j}^{m}(v)} dla {\displaystyle u,v\in [0,1],}
gdzie:
{\displaystyle B_{i}^{n},} {\displaystyle B_{j}^{m}} – wielomiany bazowe Bernsteina.
W praktyce obliczenie punktu {\displaystyle p(u,v)} przeprowadza się zgodnie z jednym ze schematów:
- {\displaystyle p(u,v)=\sum _{i=0}^{n}\left(\sum _{j=0}^{m}p_{ij}B_{j}^{m}(v)\right)B_{i}^{n}(u),}
- {\displaystyle p(u,v)=\sum _{j=0}^{m}\left(\sum _{i=0}^{n}p_{ij}B_{i}^{n}(u)\right)B_{j}^{m}(v).}

Najpierw wyznaczane są punkty leżące na krzywych Béziera określonych na wierszach (kolumnach) siatki dla parametru {\displaystyle u} {\displaystyle (v).} Te punkty są z kolei brane jako ciąg punktów kontrolnych krzywej Béziera, na której dla parametru {\displaystyle v} {\displaystyle (u)} znajduje się szukany punkt.
Można również użyć wariantu dwu- lub więcej wymiarowego algorytmu de Casteljau.

## Trójkątne płaty Béziera

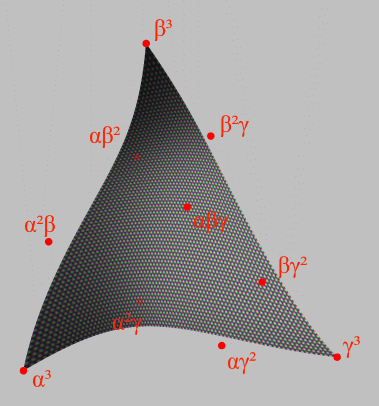

Trójkątne płaty Béziera to funkcje odwzorowujące trójkątny obszar w przestrzeń {\displaystyle \mathbb {R} ^{n}.} Wykorzystuje się tutaj wielomiany bazowe Bernsteina trzech zmiennych {\displaystyle B_{ijk}^{n}(r,s,t).}
Zmienne {\displaystyle r,s,t} przy założeniu, że {\displaystyle r+s+t=1} {\displaystyle (r,s,t\in [0,1])} są współrzędnymi barycentrycznymi na płaszczyźnie – te trzy liczby jednoznacznie określają punkt w trójkącie, którego wierzchołkami są punkty {\displaystyle (r=1,s=0,t=0),(r=0,s=1,t=0),(r=0,s=0,t=1).}
Punkt płata trójkątnego stopnia {\displaystyle n} dany jest wzorem:
{\displaystyle p(r,s,t)=\sum p_{ijk}B_{ijk}^{n}(r,s,t),}
gdzie:
{\displaystyle i,j,k\geqslant 0,}
{\displaystyle i,j,k=0,1,2,\dots ,}
{\displaystyle i+j+k=n.}
Sumowanie przebiega po wszystkich {\displaystyle i,j,k} spełniających warunek {\displaystyle i+j+k=n.}
Do określenia płata stopnia {\displaystyle n} potrzebne jest {\displaystyle {\frac {(n+1)(n+2)}{2}}} punktów kontrolnych.
Analogicznie jak w przypadku płatów prostokątnych tutaj również mamy do czynienia z siatką kontrolną. Wierszem w siatce nazywamy łamaną, której wierzchołkami są punkty kontrolne o jednym stałym indeksie.
Również dla płatów trójkątnych istnieje wariant algorytmu de Casteljau.